# Saido Berahino
Saido Berahino (Bujumbura, 4 agosto 1993) è un calciatore burundese con cittadinanza britannica, attaccante del Tabor Sežana.

## Biografia
Si è trasferito in Inghilterra da solo all'età di 10 anni, in fuga dalla guerra civile in Burundi, per raggiungere la madre, il fratello e le sorelle a cui era già stato concesso asilo a Birmingham.
Ha avuto tre figli da tre donne diverse, tutti nati nel 2018.

## Carriera

### Club
Inizia a giocare a calcio nel West Bromwich, che nel 2004 lo aggrega al proprio settore giovanile. Il 20 ottobre 2011 passa in prestito al Northampton Town, in Football League Two. Il 9 febbraio 2012 viene ceduto in prestito al Brentford, in Football League One. Termina l'esperienza con il Brentford – il prestito viene rescisso ad aprile per motivi personali – segnando 4 reti in 8 presenze. Il 1º ottobre 2012 si trasferisce in prestito al Peterborough Utd, in Championship. Nel 2013 torna al West Bromwich, venendo aggregato all'organico del tecnico Steve Clarke. Il 27 agosto 2013 segna una tripletta contro il Newport County (gara vinta 3-0) nel secondo turno di Capital One Cup.
Esordisce in Premier League il 1º settembre in West Bromwich-Swansea City (0-2), subentrando al 75' al posto di Scott Sinclair. Mette a segno la sua prima rete con in campionato il 28 settembre 2013 contro il Manchester Utd ad Old Trafford, gara vinta 2-1 dai Baggies. Termina la stagione segnando 9 reti in 35 presenze complessive.
Il 3 gennaio 2015 segna una quaterna in West Bromwich-Gateshead (7-0), gara valida per il terzo turno di FA Cup. Il 20 gennaio 2017 si trasferisce a titolo definitivo allo Stoke City in cambio di 12 milioni di sterline, firmando un contratto della durata di cinque anni e mezzo. Il 9 agosto 2019 passa a parametro zero allo Zulte Waregem, formazione impegnata nel campionato belga, firmando un biennale con opzione di rinnovo.
Il 5 ottobre 2020 si trasferisce in prestito con diritto di riscatto al Charleroi. Il 31 agosto 2021 viene ingaggiato dallo Sheffield Weds, in Football League One.

### Nazionale
Tra il 2008 ed il 2009 ha giocato con la nazionale inglese Under-16. Nel 2010 è stato convocato agli Europei Under-17, disputati in Liechtenstein. Il 30 maggio 2010 l'Inghilterra batte 2-1 in finale la Spagna, vincendo la competizione. Dopo aver rappresentato l'Inghilterra a livello giovanile, nel 2018 accetta la convocazione da parte della nazionale burundese. Esordisce con la nazionale burundese l'8 settembre 2018 in Gabon-Burundi (1-1), gara di qualificazione alla Coppa d'Africa 2019, segnando la rete del provvisorio vantaggio ospite.
L'11 giugno 2019 viene incluso dal CT Olivier Niyungeko nella lista definitiva dei 23 convocati per la fase finale della Coppa d'Africa 2019, disputata in Egitto. Il cammino della squadra si interrompe al primo turno, al termine della fase a gironi.

## Statistiche

### Presenze e reti nei club
Statistiche aggiornate all'8 ottobre 2023.
| Stagione             | Squadra              | Campionato           | Campionato | Campionato | Coppe nazionali | Coppe nazionali | Coppe nazionali | Coppe continentali | Coppe continentali | Coppe continentali | Altre coppe | Altre coppe | Altre coppe | Totale | Totale |
| Stagione             | Squadra              | Comp                 | Pres       | Reti       | Comp            | Pres            | Reti            | Comp               | Pres               | Reti               | Comp        | Pres        | Reti        | Pres   | Reti   |
| -------------------- | -------------------- | -------------------- | ---------- | ---------- | --------------- | --------------- | --------------- | ------------------ | ------------------ | ------------------ | ----------- | ----------- | ----------- | ------ | ------ |
| 2011-feb. 2012       | Northampton Town     | FL2                  | 14         | 6          | FACup+CdL       | 1+0             | 0               | -                  | -                  | -                  | -           | -           | -           | 15     | 6      |
| feb.-giu. 2012       | Brentford            | FL1                  | 8          | 4          | FACup+CdL       | -               | -               | -                  | -                  | -                  | -           | -           | -           | 8      | 4      |
| ago.-ott. 2012       | West Bromwich        | PL                   | 0          | 0          | FACup+CdL       | 0+1             | 0               | -                  | -                  | -                  | -           | -           | -           | 1      | 0      |
| ott. 2012-2013       | Peterborough Utd     | FLC                  | 10         | 2          | FACup+CdL       | -               | -               | -                  | -                  | -                  | -           | -           | -           | 10     | 2      |
| 2013-2014            | West Bromwich        | PL                   | 32         | 5          | FACup+CdL       | 1+2             | 0+4             | -                  | -                  | -                  | -           | -           | -           | 35     | 9      |
| 2014-2015            | West Bromwich        | PL                   | 38         | 14         | FACup+CdL       | 4+3             | 5+1             | -                  | -                  | -                  | -           | -           | -           | 45     | 20     |
| 2015-2016            | West Bromwich        | PL                   | 31         | 4          | FACup+CdL       | 4+0             | 3               | -                  | -                  | -                  | -           | -           | -           | 35     | 7      |
| 2016-gen. 2017       | West Bromwich        | PL                   | 4          | 0          | FACup+CdL       | 0+1             | 0               | -                  | -                  | -                  | -           | -           | -           | 5      | 0      |
| Totale West Bromwich | Totale West Bromwich | Totale West Bromwich | 105        | 23         |                 | 16              | 13              |                    | -                  | -                  |             | -           | -           | 121    | 36     |
| gen.-giu. 2017       | Stoke City           | PL                   | 13         | 0          | FACup+CdL       | -               | -               | -                  | -                  | -                  | -           | -           | -           | 13     | 0      |
| 2017-2018            | Stoke City           | PL                   | 15         | 0          | FACup+CdL       | 1+1             | 0               | -                  | -                  | -                  | -           | -           | -           | 17     | 0      |
| 2018-2019            | Stoke City           | FLC                  | 23         | 3          | FACup+CdL       | 1+2             | 0+2             | -                  | -                  | -                  | -           | -           | -           | 26     | 5      |
| Totale Stoke City    | Totale Stoke City    | Totale Stoke City    | 51         | 3          |                 | 5               | 2               |                    | -                  | -                  |             | -           | -           | 56     | 5      |
| 2019-2020            | Zulte Waregem        | D1                   | 18         | 6          | CB              | 4               | 2               | -                  | -                  | -                  | -           | -           | -           | 22     | 8      |
| ago.-ott. 2020       | Zulte Waregem        | D1                   | 8          | 2          | CB              | 1               | 0               | -                  | -                  | -                  | -           | -           | -           | 9      | 2      |
| ott. 2020-2021       | Charleroi            | D1                   | 16         | 2          | CB              | 0               | 0               | -                  | -                  | -                  | -           | -           | -           | 16     | 2      |
| ago. 2021            | Zulte Waregem        | D1                   | 4          | 0          | CB              | 0               | 0               | -                  | -                  | -                  | -           | -           | -           | 4      | 0      |
| Totale Zulte Waregem | Totale Zulte Waregem | Totale Zulte Waregem | 30         | 8          |                 | 5               | 2               |                    | -                  | -                  |             | -           | -           | 35     | 10     |
| ago. 2021-2022       | Sheffield Weds       | FL1                  | 29+2       | 8          | FACup+CdL       | 2+0             | 0               | -                  | -                  | -                  | FLT         | 3           | 1           | 36     | 9      |
| 2022-2023            | AEL Limassol         | A                    | 21+7       | 4          | CC              | 5               | 0               | -                  | -                  | -                  | -           | -           | -           | 33     | 4      |
| 2023-2024            | AEL Limassol         | A                    | 4          | 0          | CC              | 0               | 0               | -                  | -                  | -                  | -           | -           | -           | 4      | 0      |
| Totale AEL Limassol  | Totale AEL Limassol  | Totale AEL Limassol  | 32         | 4          |                 | 5               | 0               |                    | -                  | -                  |             | -           | -           | 37     | 4      |
| Totale carriera      | Totale carriera      | Totale carriera      | 297        | 60         |                 | 34              | 17              |                    | -                  | -                  |             | 3           | 1           | 334    | 78     |

### Cronologia presenze e reti in nazionale
| Cronologia completa delle presenze e delle reti in nazionale ― Burundi | Cronologia completa delle presenze e delle reti in nazionale ― Burundi | Cronologia completa delle presenze e delle reti in nazionale ― Burundi | Cronologia completa delle presenze e delle reti in nazionale ― Burundi | Cronologia completa delle presenze e delle reti in nazionale ― Burundi | Cronologia completa delle presenze e delle reti in nazionale ― Burundi | Cronologia completa delle presenze e delle reti in nazionale ― Burundi | Cronologia completa delle presenze e delle reti in nazionale ― Burundi |
| Data                                                                   | Città                                                                  | In casa                                                                | Risultato                                                              | Ospiti                                                                 | Competizione                                                           | Reti                                                                   | Note                                                                   |
| ---------------------------------------------------------------------- | ---------------------------------------------------------------------- | ---------------------------------------------------------------------- | ---------------------------------------------------------------------- | ---------------------------------------------------------------------- | ---------------------------------------------------------------------- | ---------------------------------------------------------------------- | ---------------------------------------------------------------------- |
| 8-9-2018                                                               | Libreville                                                             | Gabon                                                                  | 1 – 1                                                                  | Burundi                                                                | Qual. Coppa d'Africa 2019                                              | 1                                                                      |                                                                        |
| 12-10-2018                                                             | Bamako                                                                 | Mali                                                                   | 0 – 0                                                                  | Burundi                                                                | Qual. Coppa d'Africa 2019                                              | -                                                                      |                                                                        |
| 16-10-2018                                                             | Bujumbura                                                              | Burundi                                                                | 1 – 1                                                                  | Mali                                                                   | Qual. Coppa d'Africa 2019                                              | -                                                                      |                                                                        |
| 16-11-2018                                                             | Giuba                                                                  | Sudan del Sud                                                          | 2 – 5                                                                  | Burundi                                                                | Qual. Coppa d'Africa 2019                                              | -                                                                      |                                                                        |
| 22-3-2019                                                              | Bujumbura                                                              | Burundi                                                                | 1 – 1                                                                  | Gabon                                                                  | Qual. Coppa d'Africa 2019                                              | -                                                                      |                                                                        |
| 11-6-2019                                                              | Doha                                                                   | Algeria                                                                | 1 – 1                                                                  | Burundi                                                                | Amichevole                                                             | -                                                                      | Cap. 75’                                                               |
| 17-6-2019                                                              | Radès                                                                  | Tunisia                                                                | 2 – 1                                                                  | Burundi                                                                | Amichevole                                                             | -                                                                      | Cap.                                                                   |
| 22-6-2019                                                              | Alessandria d'Egitto                                                   | Nigeria                                                                | 1 – 0                                                                  | Burundi                                                                | Coppa d'Africa 2019 - 1º turno                                         | -                                                                      | Cap. 90+2’                                                             |
| 27-6-2019                                                              | Alessandria d'Egitto                                                   | Madagascar                                                             | 1 – 0                                                                  | Burundi                                                                | Coppa d'Africa 2019 - 1º turno                                         | -                                                                      | Cap. 61’                                                               |
| 30-6-2019                                                              | Il Cairo                                                               | Burundi                                                                | 0 – 2                                                                  | Guinea                                                                 | Coppa d'Africa 2019 - 1º turno                                         | -                                                                      | 61’                                                                    |
| 4-9-2019                                                               | Bujumbura                                                              | Burundi                                                                | 1 – 1                                                                  | Tanzania                                                               | Qual. Mondiali 2022                                                    | -                                                                      | Cap.                                                                   |
| 8-9-2019                                                               | Dar es Salaam                                                          | Tanzania                                                               | 1 – 1 dts (3 – 0 dtr)                                                  | Burundi                                                                | Qual. Mondiali 2022                                                    | -                                                                      | Cap. 68’                                                               |
| 11-10-2020                                                             | Dar es Salaam                                                          | Tanzania                                                               | 0 – 1                                                                  | Burundi                                                                | Amichevole                                                             | -                                                                      | Cap. 72’                                                               |
| 11-11-2020                                                             | Nouakchott                                                             | Mauritania                                                             | 1 – 1                                                                  | Burundi                                                                | Qual. Coppa d'Africa 2021                                              | -                                                                      | 64’                                                                    |
| 15-11-2020                                                             | Bujumbura                                                              | Burundi                                                                | 3 – 1                                                                  | Mauritania                                                             | Qual. Coppa d'Africa 2021                                              | -                                                                      | Cap. 83’                                                               |
| 26-3-2022                                                              | Al Muharraq                                                            | Bahrein                                                                | 1 – 0                                                                  | Burundi                                                                | Amichevole                                                             | -                                                                      |                                                                        |
| 9-6-2022                                                               | Dar es Salaam                                                          | Burundi                                                                | 0 – 1                                                                  | Camerun                                                                | Qual. Coppa d'Africa 2023                                              | -                                                                      | 68’                                                                    |
| 28-3-2023                                                              | Bekasi                                                                 | Indonesia                                                              | 2 – 2                                                                  | Burundi                                                                | Amichevole                                                             | 1                                                                      |                                                                        |
| Totale                                                                 |                                                                        | Presenze                                                               | 18                                                                     |                                                                        | Reti                                                                   | 2                                                                      |                                                                        |

## Palmarès

### Nazionale
- Campionato d'Europa Under-17: 1

Liechtenstein 2010